# Église Saint-Michel de Saint-Ange-et-Torçay
 (octobre 2018).
Si vous disposez d'ouvrages ou d'articles de référence ou si vous connaissez des sites web de qualité traitant du thème abordé ici, merci de compléter l'article en donnant les références utiles à sa vérifiabilité et en les liant à la section « Notes et références ».
L'église Saint-Michel de Saint-Ange-et-Torçay est une église catholique située dans la commune de Saint-Ange-et-Torçay, département français d'Eure-et-Loir, en région Centre-Val de Loire.
C’est le monument le plus ancien et le plus intéressant de la commune. Adossée au coteau de la Blaise, à Saint-Ange, elle apparaît comme une élégante construction dominée par son clocher qui, comme beaucoup d’églises du Thymerais, est recouvert d’ardoise et dont la charpente descend jusqu’au sol.
En 2006, l’église Saint-Michel a fait l’objet d’une remarquable restauration.
On peut penser que le choix de saint Michel comme saint patron est lié au nom de Saint-Ange car saint Michel est le patron des anges. Il est connu pour avoir terrassé le dragon : dans l’Apocalypse (12-7), il est écrit « Il y eut un combat dans le ciel : Michel et ses anges combattirent contre le dragon. Et le dragon lui aussi combattait avec ses anges ; mais il n'eut pas le dessus ; il fut précipité en bas ».

## Historique

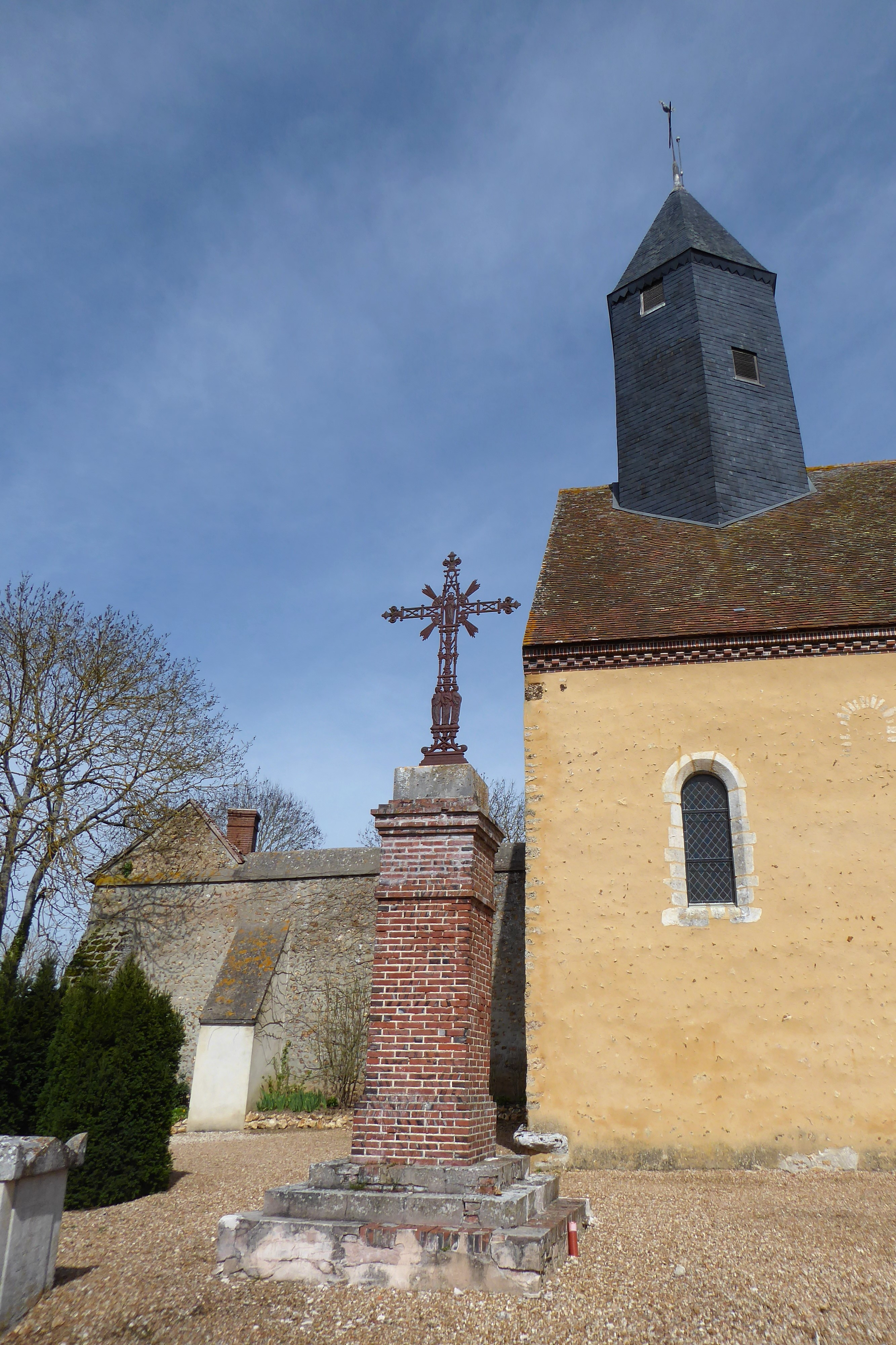
Tombe, croix et narthex de l'église Saint-Michel.

L’église était, à son origine, la chapelle du prieuré de Saint-Ange, dépendant de l’abbaye Saint-Laumer de Blois. Au XIe siècle, les religieuses qui demeuraient près de la Blaise, au Mesnil, accédaient par une porte dont les traces sont encore visibles sur le mur nord. Quant à la maison située au nord-ouest de l’église, elle est toujours désignée comme l’ancien prieuré.
L’église Saint-Michel est devenue celle des deux communes réunies de Torçay et de Saint-Ange après la destruction de l’église paroissiale de Torçay pendant les guerres de religion au XVIe siècle. Elle est alors modifiée et prolongée à l’est, ce qui explique le style gothique flamboyant de cette partie.
La structure actuelle apparaît : un chœur gothique terminé par une abside à trois pans destiné aux religieuses qui y accèdent par une nouvelle porte et une nef romane pour les paroissiens. Les fenêtres gothiques du chevet et le vitrail de saint Michel datent de cette époque. On installera deux autels latéraux, l'un dédié à la Vierge, l'autre à saint Nicolas (aujourd'hui saint Joseph), un banc d’œuvre et une porte avec cintre qui délimitait les deux parties de l’église. Les panneaux en bois entourant le chœur sont datés de 1611 et 1613 (ou 1618) Ces dates sont gravées dans le bois, à côté d’un monogramme. Un intéressant siège en bois, pour le célébrant, y est encastré.
On possède peu de documents écrits avant 1787, date à laquelle le « Conseil de fabrique » passe une commande, importante et détaillée pour faire peindre et décorer l’ensemble de l’église et de ses ornements par un peintre en bâtiment du nom de Fradier. Ces travaux sont terminés le 29 novembre 1787. 
Il faut préciser que la « fabrique », au sein d'une communauté paroissiale, désignait un ensemble de décideurs, clercs et laïcs, nommés pour assurer la responsabilité de la collecte et l'administration des fonds et revenus nécessaires à la construction puis à l'entretien des édifices religieux de la paroisse. Les revenus de la fabrique provenaient des quêtes et offrandes. La location des places de bancs dans l'église pouvait, par exemple, être également un revenu pour la fabrique.
Un inventaire établi en 1790 décrit avec précision l’intérieur de l’église en cette fin du XVIIIe siècle ; peu de choses diffèrent avec l’installation actuelle du mobilier.
Au XIXe siècle, l’état de l’église devient préoccupant et nécessite des travaux importants. Des changements sont apportés au mobilier : le portique du chœur est déplacé vers les fonts baptismaux et remplacé par un arc de chœur qui porte actuellement un Christ aux bras levés ; une petite tribune est créée permettant une sorte de vestibule d’entrée, de narthex.
Une sacristie est construite ; auparavant elle devait être dans l’espace étroit derrière le retable.
En 1835, comme l’ancienne maison presbytérale avait été vendue en l’an IV de la République comme bien national, un presbytère est construit grâce aux dons des habitants de la commune. Il est édifié sur un terrain cédé par Maurice de Verdun. Pour les remercier, l’évêque de Chartres s’engage à célébrer « à perpétuité » un service solennel le 25 septembre et, pendant quinze ans, une messe le 2 octobre, jour de la fête des Saints Anges Gardiens.
On peut s’interroger sur la tombe située devant l’église. Il s’agit de celle de la comtesse de Rotalier, née Charlotte Luce de Jarry, décédée en 1839 et belle-mère de Maurice de Verdun. Auparavant, sa sépulture était dans l’enceinte du château de Torçay, propriété de la famille de son gendre. Lorsque celui-ci fit construire la chapelle du château en 1847, le tombeau fut déplacé à son emplacement actuel. Il accueillera ensuite sa dépouille en 1853, et celle de son épouse, née Angélique de Rotalier, en 1855.
En 1852, la foudre s’abat sur le clocher qu’elle endommage sérieusement, ainsi que l’ensemble de la charpente qu’il faudra consolider et modifier. En 1862, le clocher sera renforcé et élargi ; la cloche, Marie-Anne-Pétronille, bénie en 1738 est refondue pour une nouvelle cloche d’un diamètre supérieur.
Le XXe siècle est lui aussi marqué par de nombreux travaux de réparation et d’entretien.
En 1903, le cimetière est déplacé car « les terres trop fouillées du cimetière près de l’église, provoquent des éboulements continuels ». Il est installé de l’autre côté de la Blaise.
En 1905, lors de la séparation des biens de l’Église et de l’État, a lieu l’inventaire des biens de la Fabrique par le percepteur de Châteauneuf. Les membres du Conseil de Fabrique, opposés aux nouvelles dispositions, refusent de signer l’inventaire. 
En 1906, M. Appel, en tant que maire de la commune, prend possession de ces biens : l’église, le presbytère, les fermages, des terres et autres bâtiments. La même année, on trouve trace de baux relatifs à certains de ceux-ci.
La gestion des biens a changé de mains mais la vie religieuse continue. En 1926, on bénit une statue de sainte Thérèse de l’Enfant Jésus offerte par la veuve Houret en remerciement d’une guérison obtenue dans sa famille. Sont également bénis de nouveaux vitraux, certains cédés par le curé de Laons qui venaient d’en faire placer de superbes dans son église et un autre offert par un particulier. Il s’agit du Christ en Croix qui avait été admiré à l’exposition des Arts décoratifs à Paris.
En 1937, c’est une statue de Notre Dame de Chartres (Virgini pariturae) d’un mètre de haut qui est offerte à l’église sur l’initiative d’une paroissienne. Celle-ci, malade, s’était vue proposer un pèlerinage à Lourdes payé par la Ligue d’action féminine catholique. Elle en revint en bien meilleure santé. 
En 1942, le dimanche 13 septembre, monseigneur Harscouët, évêque de Chartres, bénissait un chemin de croix payé 2500 francs par souscription paroissiale. De mémoire d’homme, on ne se souvenait pas qu’un évêque ait été reçu dans l’église de Saint-Ange. « Malheureusement, à cause de la guerre, des difficultés de transport, du manque de pneus et de l’interdiction aux autos de circuler le dimanche, il n’y avait que 180 personnes ».
En 1984, quatre vitraux, dont celui du XVIe siècle figurant le saint patron, sont déposés. Seul ce dernier est remis en place.
En 1999, la tempête cause de sérieux dégâts à la toiture qui est totalement remaniée en 2000.
Début 2005, devant l’état de délabrement de l’édifice, le maire, Bernard Crabé est contraint de fermer l'église. Un grand projet de réhabilitation est mis en place. Les contreforts et les façades sont repris ainsi que les enduits intérieurs. Les baies sont ornées de vitraux au plomb identiques à l'origine. Toutes les boiseries sont soit restaurées, soit remplacées. C’est le cas de la superbe voûte en châtaignier en forme de carène inversée. L'éclairage est rénové.
Le 21 octobre 2006, l’église Saint-Michel, magnifiquement restaurée, rouvre officiellement ses portes. Le 24 février 2007, monseigneur Pansard, évêque de Chartres, se rend sur place pour bénir l'église.
Après cette approche historique, visitons maintenant l’intérieur de notre église. Le mobilier date des XVIIe et XVIIIe siècles, les objets cultuels et décoratifs sont d’époques diverses.
Ce qui frappe en entrant dans l’église Saint-Michel, c’est la luminosité relayée par la voûte claire en bois et les quatre baies romanes qui ont été mises au jour lors de la restauration. 

## Description
Commençons par le chœur. On y trouve, en particulier :
- un retable plat surmonté d’un fronton trapézoïdal denticulé sur lequel sont représentés deux anges autour de Dieu le Père. L’entablement est soutenu par quatre colonnes corinthiennes gris et or. Sur la partie centrale une huile sur toile représente les pèlerins d’Emmaüs. Sur les côtés se trouvent deux statues, l’une de saint Michel terrassant le dragon et l’autre d’un évêque, peut-être saint Blaise ;
- un tabernacle architecturé à cinq pans et trois frontons réunis par une balustrade sur lequel sont représentés les quatre Évangélistes et, sur la porte, « Le Bon Pasteur » ;
- un original arc de chœur en bois léger supportant un Christ les bras levés et décoré de cœurs stylisés ;
- un lutrin rustique qui devait recevoir les livres de messe.

Retournons-nous pour étudier la nef et admirer une magnifique série de bancs clos de bois, probablement de la fin du XVIIIe siècle, en très bon état, destinés à accueillir les fidèles.
Sur le côté nord, un banc d’œuvre a été aménagé face à la chaire. Il accueille la copie de la Vierge noire de Chartres et était réservé aux membres de la Fabrique qui y rangeaient les documents de gestion des biens de l’église. Une fente à la surface permettait de recevoir les offrandes des paroissiens. À l’ouest, les fonts baptismaux méritent un attentif coup d’œil.
Sur chaque côté, rappelant le retable et de même époque (XVIIe siècle), sont disposés deux autels latéraux en bois sculpté et peints. Une niche a été aménagée dans l’un des deux, au XIXe siècle, pour loger la statue de sainte Marie. L’autre est dédié à saint Joseph portant l’Enfant Jésus. Sous chaque autel on peut voir un tableau de Bertoux, du XIXe siècle, l’un représentant la grotte de Lourdes et l’autre un paysage de montagne.
N’hésitez pas à aller admirer la vue de la tribune ! Plus près de la voûte, vous profiterez pleinement des volumes et de la lumière. 
Jusqu’à récemment, on pouvait voir sur le mur nord, un tableau de l’Annonciation, datant de la fin du XVIIe ou du début du XVIIIe siècle. Celui-ci, en mauvais état, a cependant attiré l’attention de regards éclairés. Actuellement en cours de restauration, il retrouvera sa place dans les mois qui viennent[évasif]. 
Intéressons-nous de plus près à cette œuvre : le thème de l’Annonciation a inspiré de nombreux artistes au cours des siècles : l’archange Gabriel vient à Nazareth, envoyé par Dieu, visiter Marie, jeune vierge fiancée à Joseph. Il lui annonce qu’elle va être enceinte et donner le jour à un fils du nom de Jésus. Genou ployé devant cette toute jeune fille, tenant dans sa main un lys immaculé, il lui apporte une nouvelle qui bouleversera sa vie.
L’iconographie de l’Annonciation présente toujours une séparation entre l’Archange et la Vierge ; parfois, elle est composée de deux tableaux : l’un représentant Marie et l’autre Gabriel.
L’église Saint-Michel possède une œuvre qui figure l’Archange Gabriel. L’autre tableau, celui de la Vierge, a disparu et nul ne se rappelle son existence.
La restauration de tableaux est un magnifique métier d’art que maîtrisent quelques hommes et femmes passionnés. C’est à Étienne Lebrun, restaurateur non loin de Neuilly-sur-Eure, qu’a été confiée cette mission.
Le parcours de cet homme modeste et souriant débute à l’école Boulle où il apprend l’histoire de l’art, l’ébénisterie et le dessin. Il acquiert ensuite les techniques de la restauration et travaille pour des musées de grandes villes. 
La restauration est une tâche longue, de patience et de soins et qui doit être réversible car une œuvre appartient à toutes les générations qui pourront l’admirer dans le futur. Elle doit permettre aussi de retrouver le chromatisme d’origine.
Toutes les couleurs utilisées par Étienne Lebrun sont naturelles : le blanc est de l’oxyde de titane, le noir, de l’ivoire calciné, le jaune de Naples, de l’antimoniate de plomb… Des terres apportent les brun foncé (terre de Cassel), les brun moyen (terre de Sienne), les cuivrés (terre verte). Elles résistent parfaitement aux ultraviolets.
Parlons des rouges et d’abord de la laque de garance : ce beau rouge foncé a connu son heure de gloire quand il s’affichait sur les pantalons des soldats de l'armée française, au début de la guerre de 1914-1918 ! Le pourpre est fabriqué à partir de petits mollusques qui vivent en Méditerranée : c’était la couleur réservée aux empereurs !
La palette d’Étienne Lebrun va permettre de trouver la nuance exacte, de faire revivre les harmonies créées par l’artiste. Après de nombreuses heures de travail minutieux et une dernière couche de vernis, il ne reste plus qu’à admirer !
Revenons à notre visite de l’église Saint-Michel. Deux statues, de facture dite d’art rural, retiendront notre attention : une Vierge à l’enfant en bois peint qui porte un manteau rouge, décoré de petites fleurs, de polychromie récente et une autre à laquelle nul ne sera indifférent. Il s’agit de saint Yves, en bois peint, d’un mètre de haut, vêtu d’une robe noire, ceinturée d’un cordon et ornée d’un galon. Il tenait dans sa main un objet aujourd’hui disparu.
Les processions ont eu une large part dans la pratique religieuse. À Saint-Michel, comme dans nombre d’autres églises de la région, on trouve des bâtons de procession. Il s’agissait de bâtons surmontés d’une statuette, généralement sous un dais, dont le choix était souvent lié à une confrérie et qui, pendant les processions, étaient portés par ses membres. L’un des bâtons représente sainte Catherine, portant une épée et un livre. Il semble provenir de la chapelle de Groslu. L’autre représente sainte Barbe couronnée, que l’on reconnaît à la tour dans laquelle la légende veut qu’elle fut enfermée. Elle a la réputation de protéger de la foudre. Plusieurs bannières, du XVIIIe siècle ou du XIXe siècle, finement brodées, méritent aussi d’être découvertes.
Quelques jours avant l’inauguration du 21 octobre 2006 les artisans qui ont œuvré sur le chantier ont découvert, derrière le retable, une fresque du XVIIe siècle en assez mauvais état, qui représente saint Pierre tenant les clés de l’église.